# Val-d'Illiez
Val-d'Illiez is een plaats en gemeente in Zwitserland, gelegen in het kanton Wallis (Frans: Valais), in het dal met dezelfde naam: Val d'Illiez, aan de voet van de Dents du Midi. De gemeente omvat naast de plaats Val d'Illiez zelf ook de twee skidorpen Les Crosets en Champoussin. Deze beide dorpen behoren tot het skigebied Portes du Soleil. In de zomer leent het gebied zich goed voor wandelen en mountainbiken in de bergen. Ook is er een thermaalbad.
Val d'Illiez heeft een treinstation aan de spoorlijn Aigle - Champéry.
La salée du Val d'Illiez is een traditioneel gebak dat in deze plaats wordt gemaakt en beschreven wordt op de website voor Zwitsers culinair erfgoed. Het is een taart met meel, boter, suiker, kaneel en soms appel of rabarber.
- Gemeinsame Normdatei: 7524792-6
- Historisch woordenboek van Zwitserland: 002743
- Virtual International Authority File: 240121494
- WorldCat: E39PBJpDTjQJXVHKPXxjKrcQMP

Champéry · Collombey-Muraz · Monthey · Port-Valais · Saint-Gingolph · Troistorrents · Val-d'Illiez · Vionnaz · Vouvry